# Acueducto de Albear

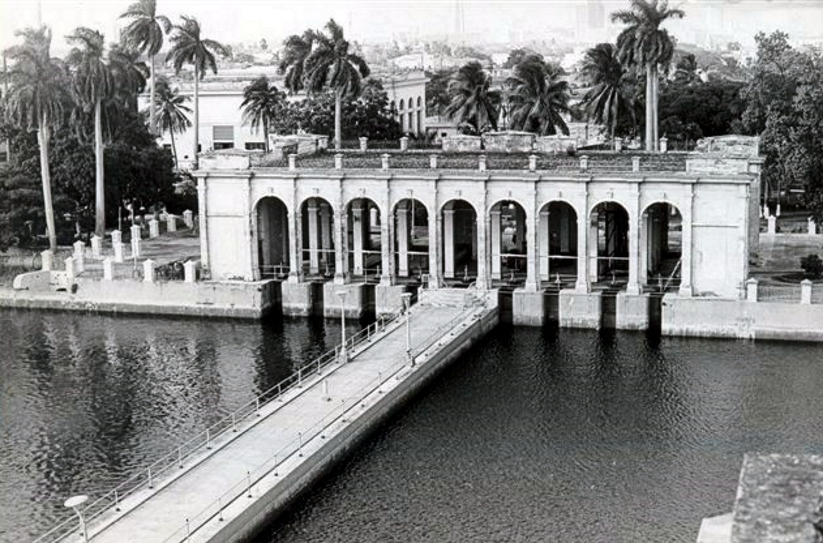
El acueducto de Albear, una obra de ingeniería estimada como una de las más sobresalientes a nivel mundial en sus tiempos.

Debido el deficiente servicio de agua con que contaba la Ciudad de La Habana hasta el siglo XIX, después de algunos intentos de construcción, se le encomienda al Coronel de Ingenieros Francisco de Albear y Lara la tarea de llevar el agua a esta ciudad, mediante la ejecución del acueducto que llevaría su nombre.
Para 1858, se aprobaría el proyecto presentado por el ingeniero Albear, pensado para conducir las aguas de los manantiales de Vento hasta la ciudad. Luego, en 1861, se le daría inicio bajo la dirección de Albear.

## Historia y construcción
La proyección estaba constituida por:
- Estanque de captación y reunión de los manantiales
- Obras en la cañada de Vento
- Presa
- Canal de toma y derivación
- Casa y estanque de compuertas y maniobras de los sifones del paso del río
- Paso del río
- Canal de conducción
- Depósito de almacenamiento
- Red de distribución.

La obra se desarrolló con extrema lentitud debido a la situación existente en la isla para esa fecha y no es hasta 1893 que se da por concluida la obra, 32 años después de haber sido comenzada.
Este acueducto continúa abasteciendo a una considerable parte de la Ciudad de La Habana, evidenciando la técnica y maestría del ilustre Ing. Francisco de Albear. El canal es de sección oval (2,40 x 1,98 máximo), la pendiente de 1:5000 y su entrega de 1,67 m³/s, lo que significa 144.000 m³/día. No obstante, su capacidad total es de 302.800 m³/día. Debemos recordar que, según las normas de la época, se necesitaban 102.000 m³/día para una ciudad de 200.000 hab.
El acueducto de Albear es considerado la obra más importante de Cuba en el siglo XIX. Recibió Medalla de Oro en la Exposición Universal de París en 1878, donde fue considerado como Una Obra Maestra de la Ingeniería. En la actualidad se le considera una se las siete maravillas de la ingeniería en Cuba.
- Datos: Q2842746
- Multimedia: Acueducto de Albear / Q2842746